# Succession Cliffs
Die Succession Cliffs (von englisch succession ‚Abfolge, Reihenfolge‘) sind eine Reihe steiler Kliffs von 2,5 km Länge an der Ostküste der westantarktischen Alexander-I.-Insel. Sie ragen unmittelbar südlich der Mündung des Pluto-Gletschers in den George-VI-Sund auf.
Wahrscheinlich sichtete sie erstmals der US-amerikanische Polarforscher Lincoln Ellsworth bei seinem Transantarktisflug am 23. November 1935. Ellsworth fertigte Luftaufnahmen von der Küstenlinie in der Umgebung der Kliffs an. Teilnehmer der British Graham Land Expedition (1934–1937) unter der Leitung des australischen Polarforschers John Rymill nahmen 1936 eine grobe Vermessung vor. Der Falkland Islands Dependencies Survey (FIDS) verfeinerte diese im Jahr 1948. Der FIDS benannte sie nach der Abfolge der mineralischen Paragenesen im Gestein der Kliffs.